# Société de transports interurbains du Val-d'Oise
La Société de transports interurbains du Val-d'Oise (STIVO) exploitait le réseau d'autobus de Cergy-Pontoise. Malgré ce nom, il s'agit d'un réseau de transports urbains, desservant la communauté d'agglomération de Cergy-Pontoise ainsi que les communes de Méry-sur-Oise et d'Herblay-sur-Seine et, dans les Yvelines, celle de Conflans-Sainte-Honorine.
En décembre 2023, 25 lignes desservent des communes situées dans la zone 5 des transports en commun d'Île-de-France.
Le trafic annuel est de 28 millions de voyageurs, soit 80 000 voyageurs quotidiens.
Le 1er janvier 2024, la STIVO est remplacée par le réseau de bus Cergy-Pontoise Confluence dans le cadre de l'ouverture à la concurrence des transports en commun en Île-de-France.

## Histoire
Jusqu'en 1974, deux lignes existaient pour assurer la desserte de Pontoise, Osny et Cergy.
La STIVO (Société de transports interurbains du Val-d'Oise) voit le jour en 1974 en rassemblant les Cars Lacroix et les Cars Giraux, dans le but d'accompagner le développement de la ville nouvelle.
L'année suivante, c'est la RATP qui gère le réseau de la ville nouvelle et affrète la STIVO, exploitant historique. Les lignes sont numérotées dans la tranche des 400, selon le schéma général francilien de la RATP, qui réserve cette tranche aux villes nouvelles.
Le réseau se constituait en 1975 de six lignes :
- 441 : Pontoise Gare ↔ Pontoise - Bd des Beurriers
- 442 : Gare de Cergy-Préfecture ↔ Pontoise - Bd des Beurriers
- 443 : Pontoise Gare ↔ Osny - Rue de Pasteur
- 444 : Pontoise Gare ↔ Osny - Résidence du Vauvarois
- 445 : Pontoise Gare ↔ Cergy - Cité Artisanale/Cergy - Les Touleuses
- 446 : Gare de Cergy-Préfecture ↔ Méry-sur-Oise - Sognolles

Installée initialement à Pontoise, la STIVO déménage à Génicourt en 1986 et se dote d'un vrai dépôt, les autobus étaient jusqu'à présent garés dans les gares routières.
En 1989, le réseau se constituait de 14 lignes :
- 436 : Pontoise Gare ↔ Gare de Cergy-Saint-Christophe
- 438 : Pontoise Gare ↔ Menucourt - CES
- 439 : Gare de Cergy-Saint-Christophe ↔ Menucourt - Croix du Jubilé
- 439M : Gare de Cergy-Saint-Christophe ↔ Cergy - Parc Mirapolis
- 440 : Gare de Cergy-Saint-Christophe ↔ Jouy-le-Moutier - Le Stade
- 440N : Gare de Cergy-Saint-Christophe ↔ Cergy - Parc St-Christophe
- 440S : Gare de Cergy-Saint-Christophe ↔ Cergy - Parc St-Christophe
- 441 : Pontoise Gare ↔ Pontoise - Bd des Beurriers
- 442 : Gare de Cergy-Préfecture ↔ Pontoise - Bd des Beurriers
- 443 : Pontoise Gare ↔ Osny - La Ravinière/Osny - Rue de Pontoise
- 444 : Gare de Cergy-Préfecture ↔ Gare de Cergy-Saint-Christophe
- 445A : Pontoise Gare ↔ Cergy - Cité Artisanale
- 445B : Pontoise Gare ↔ Cergy - Les Touleuses/Pontoise Gare
- 445C : Pontoise Gare ↔ Cergy - Chemin du Soleil
- 446 : Gare de Cergy-Préfecture ↔ Méry-sur-Oise - Sognolles
- 447 : Gare de Cergy-Préfecture ↔ Jouy-le-M. - Croix St-Jacques
- 448A : Gare de Cergy-Préfecture ↔ Vauréal - Les Toupets
- 448C : Gare de Cergy-Préfecture ↔ Jouy-le-M. - La Hayette
- 449 : Pontoise Gare ↔ Gare d'Éragny - Neuville
- 450 : Pontoise - Les Louvrais ↔ Gare de Cergy-Saint-Christophe

En 1993, le syndicat d'agglomération nouvelle (SAN) signe en direct sa première convention avec la STIVO et en reprend ainsi la gestion. Le réseau prend alors le nom de STAN (Service Transports de l'Agglomération Nouvelle)[réf. nécessaire]. La seconde convention est signée en 1998.
L'année 1994 voit l'apparition d'une nouvelle livrée à base de bleu clair et turquoise, avec un logo en forme de N représentant le méandre de l'Oise sur lequel la ville est bâtie.
En 1999 dans le cadre de la mise en service de la gare de Neuville-Université, les lignes 441 et 454 sont remplacées par les lignes 434 Nord et 434 Sud (actuelles lignes 35 et 34).
En 2000, le réseau STIVO a été désigné meilleur réseau d'autobus d'Île-de-France en grande couronne (concernant le niveau de l'offre). L'année suivante, la numérotation dans la tranche 400 héritée de la RATP est abandonnée : par exemple la ligne 442 est renumérotée 42.
Le 17 septembre 2004 voit l'apparition d'une nouvelle livrée dessinée par Couleur et matière à l'occasion de la transformation du SAN qui devient la communauté d'agglomération de Cergy-Pontoise.
En Septembre 2005, création d'une antenne de la ligne 39 en journée vers la commune de Boisemont à la suite de son adhésion à la communauté d'agglomération.
Début 2007, à la suite de la cession du groupe Giraux, la STIVO devient une filiale commune au groupe Lacroix et à RATP Dev, elle-même filiale de la RATP.
Le 5 février 2007, le réseau est modifié comme suit :
- la ligne 30 est créée sous forme d'une ligne circulaire au départ de Pontoise — Canrobert en desservant la gare de Cergy-Préfecture et le quartier des Touleuses ;
- la ligne 40 voit ses fréquences renforcées aux heures de pointe avec un passage toutes les huit à dix minutes. Elle possède ainsi à cette époque la fréquence la plus élevée du réseau ;
- la ligne 44 est restructurée en abandonnant son itinéraire entre la gare de Cergy-Préfecture et Pontoise — Canrobert repris par la nouvelle ligne 30. Ce changement permet ainsi à la ligne d'avoir une meilleure régularité et ponctualité ;
- la ligne 57 est prolongée jusqu'à l'hôpital de Pontoise ;
- la ligne 60 est créée entre la gare de Cergy-Préfecture et le centre commercial de l'Oseraie en suivant un parcours similaire à la ligne 42O. Cette nouvelle ligne permet de desservir la clinique Sainte-Marie, le lycée d'Osny et le quartier du Fond de Chars dont ce dernier ne disposait pas de transport de proximité.

Le 9 juillet 2007, suppression de la ligne 420 et prolongement de la ligne 57 à partir de l'hôpital de Pontoise vers le centre commercial de l'Oseraie.
En 2008, augmentation de l'offre des autobus des lignes 34N et 40 dans la semaine, 48abc et 49 le samedi.
Le 4 janvier 2010, le réseau est à nouveau modifié comme suit :
- la ligne 57 voit son itinéraire modifié afin de permettre une liaison plus rapide entre la gare de Saint-Ouen-l'Aumône-Liesse et le parc d'activités du Vert-Galant en empruntant le site propre ;
- la ligne 58 est déviée par la gare de Saint-Ouen-l'Aumône-Liesse et voit son itinéraire modifié dans la zone industrielle des Béthunes afin de mieux desservir cette dernière. Enfin, son fonctionnement évolue avec un parcours différent selon les heures ;
- la ligne 59 est créée entre la gare de Cergy-Préfecture et Saint-Ouen-l'Aumône — Fond de Vaux en permettant une liaison directe entre le grand Cergy et les parcs d'activités des Béthunes et du Vert-Galant via la gare de Saint-Ouen-l'Aumône-Liesse. Cette nouvelle ligne fonctionne uniquement aux heures de pointe en semaine ;
- signature du contrat appelé T2 avec le STIF.

En Novembre 2010, la livrée STIF entre en service sur le réseau.
En Juin 2013, le dépôt de la STIVO est transféré à Saint-Ouen-l'Aumône, au 13 rue de la Tréate (ligne 56, arrêt La Tréate).
En Juillet 2015 c'est l'arrivée des premiers autobus hybrides, le premier d'entre eux a été mis en service le 10 août.
En Février 2016, extension du dépôt de la STIVO, pour accueillir à l'avenir 45 nouveaux autobus articulés, en prévision d'une probable extension du réseau puis en Septembre, lancement officiel de l'application pour smartphones My Stivo (horaires des bus en temps réel disponible).
La ligne estivale 29 est créée en 2017.
En Janvier 2018, la livrée Île-de-France Mobilités entre en service sur le réseau.
Le 5 mars 2018, le réseau subit une nouvelle restructuration :
- la ligne 34 Nord est renumérotée sous l'indice 35 sans subir de changement d'itinéraire ;
- la ligne 34 Sud, possédant un itinéraire et un temps de parcours long, est scindée en deux lignes distinctes afin d'améliorer sa régularité et sa fiabilité : la ligne 33 est créée entre la gare de Neuville-Université et la gare de Pontoise ; la ligne 34 est limitée au parcours entre la gare de Cergy-le-Haut et la gare de Neuville-Université ;
- la ligne 49 est simplifiée en conservant son circuit C, les circuits A et B étant supprimés. De plus, onze courses supplémentaires sont ajoutées à la ligne ;
- la ligne 55 est créée entre la gare de Conflans-Sainte-Honorine et la gare de Saint-Ouen-l'Aumône-Liesse en desservant le parc d'activités des Bellevues, le centre d'Éragny et la commune de Herblay-sur-Seine. Cette nouvelle ligne fonctionne du lundi au vendredi avec trente passages par sens.

En Décembre 2020, mise en service des premiers autobus roulant au gaz naturel pour véhicules (GNV).
En 2021, RATP Cap Île-de-France reprend les activités franciliennes de RATP Dev.
Le 6 novembre 2023, la ligne 46 voit le jour ; elle dessert notamment l'Aren'ice.

### Ouverture à la concurrence
À la suite de l'ouverture à la concurrence des réseaux d'autobus en Île-de-France, le réseau de la STIVO ainsi que les lignes du réseau « Achères-Conflans » de l'établissement Transdev de Conflans vont être regroupés en un seul réseau, correspondant à la délégation de service public no 2 établie par Île-de-France Mobilités. Un appel d'offres a donc été lancé par l'autorité organisatrice afin de désigner une entreprise qui succèdera à l'exploitation de la STIVO et de Transdev Conflans pour une durée de six ans à compter du 1er janvier 2024. C’est finalement CFTR qui est désigné le 28 juin 2023 pour exploiter le réseau de bus Cergy-Pontoise Confluence via sa filiale Francilité Seine et Oise, à l’issue d’un conseil d’administration d’Île-de-France Mobilités.

## Galerie de photographies

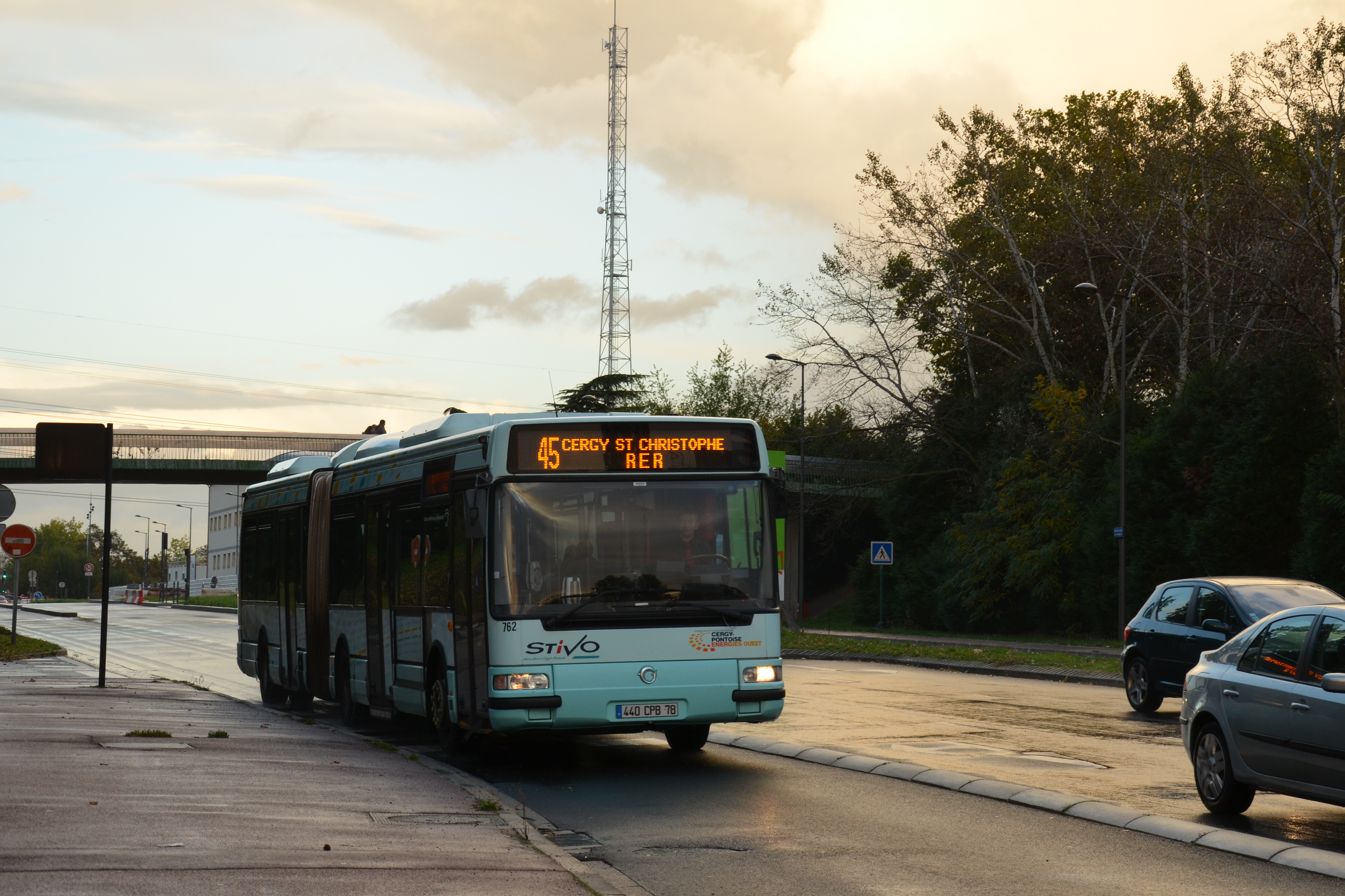
Irisbus Agora L à Cergy, sur la ligne 45.
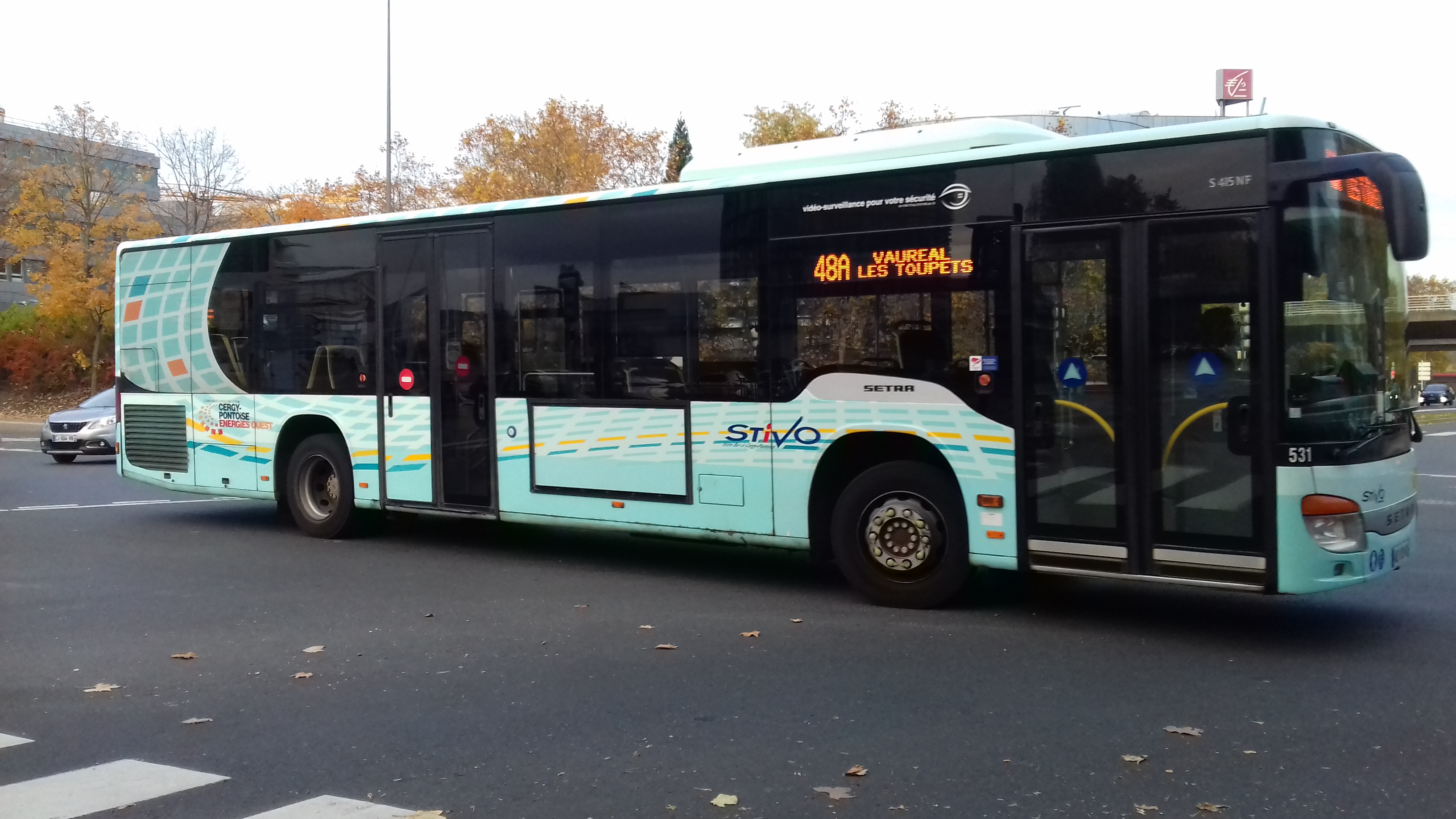
Setra S 415 NF à Cergy, sur la ligne 48A.
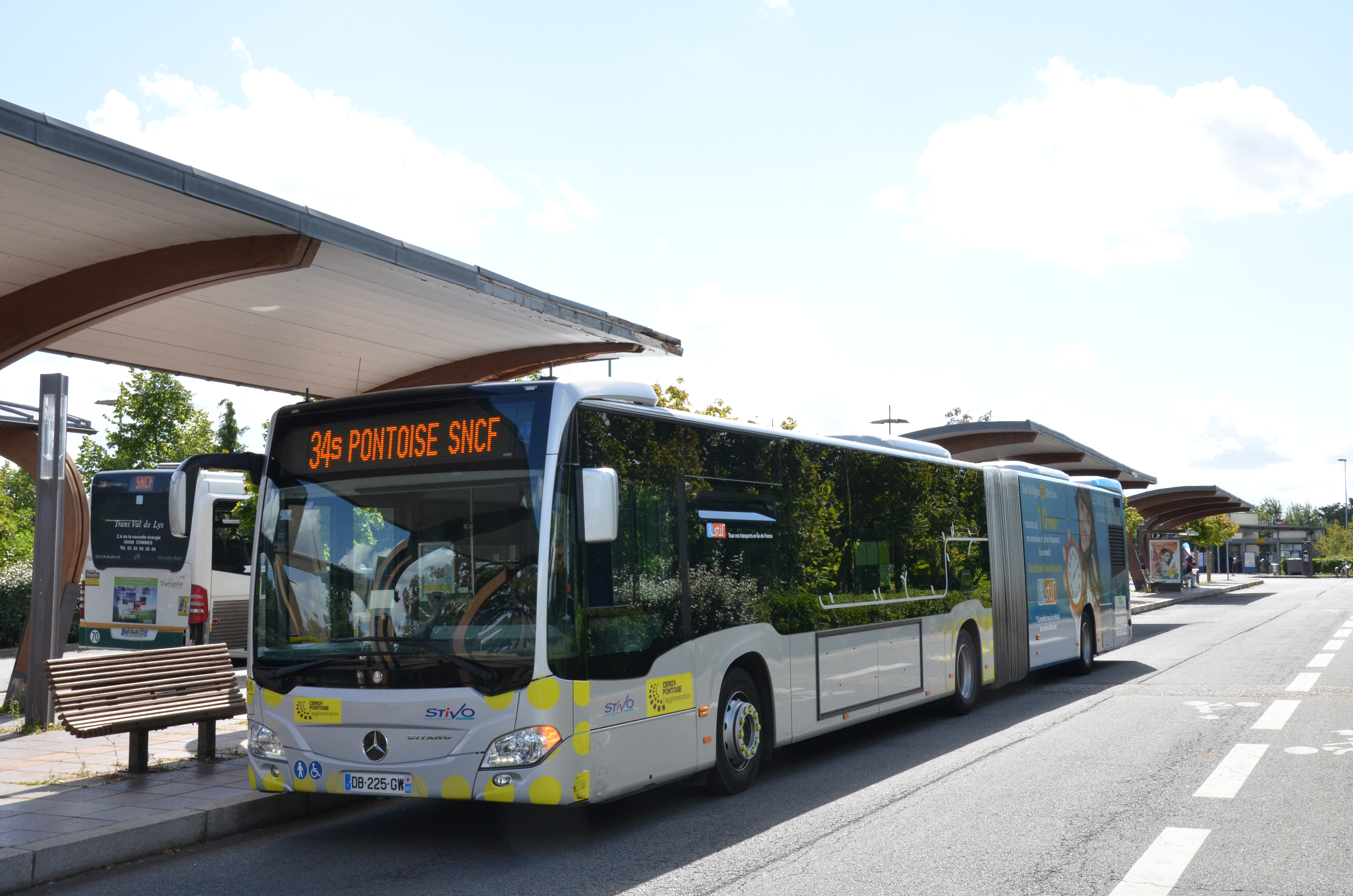
Mercedes Citaro C2 G en gare de Neuville, sur la ligne 34S.
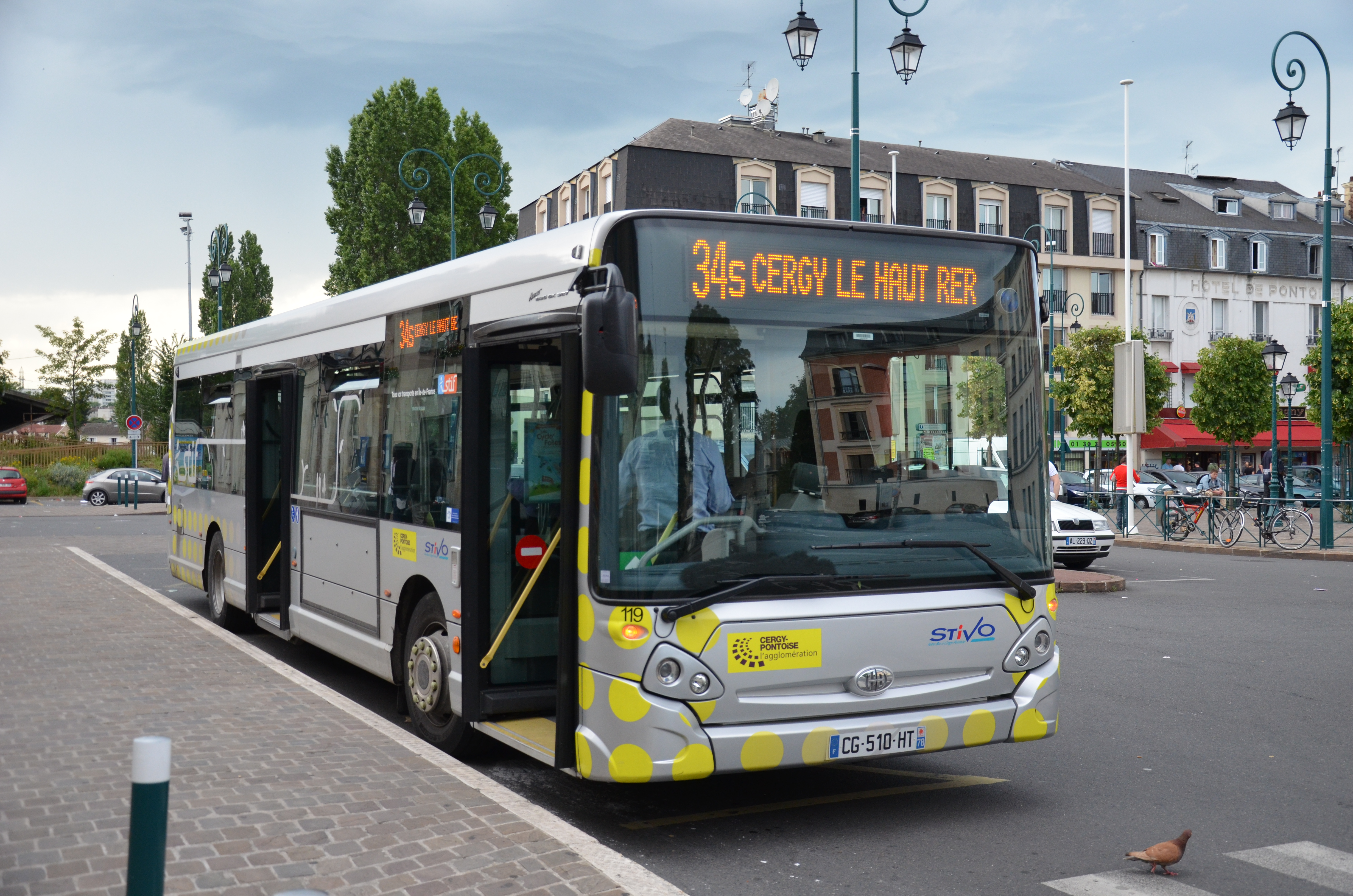
Heuliez GX 327 en gare de Pontoise, sur la ligne 34S.
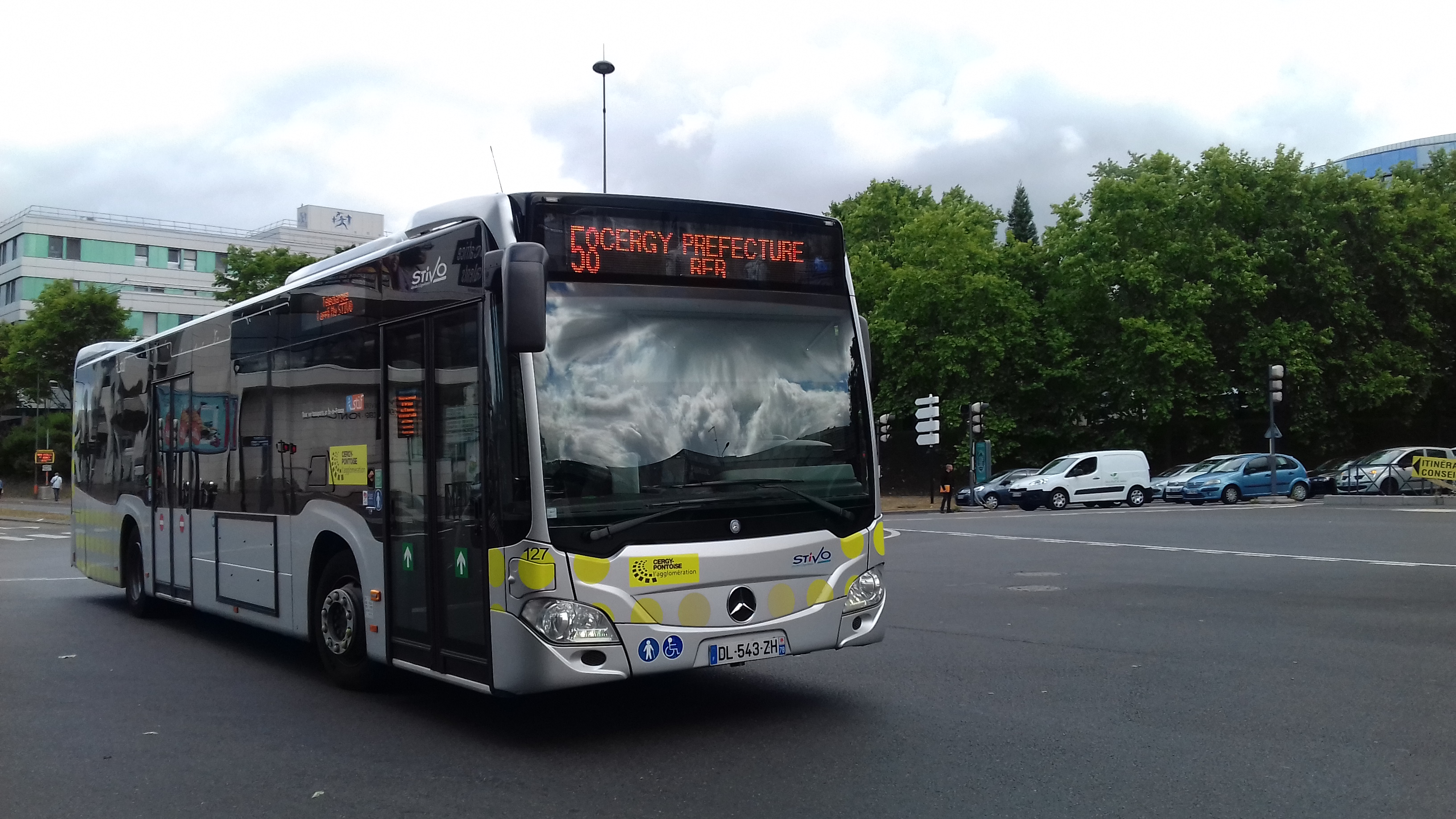
Mercedes Citaro C2 à Cergy, sur la ligne 58.
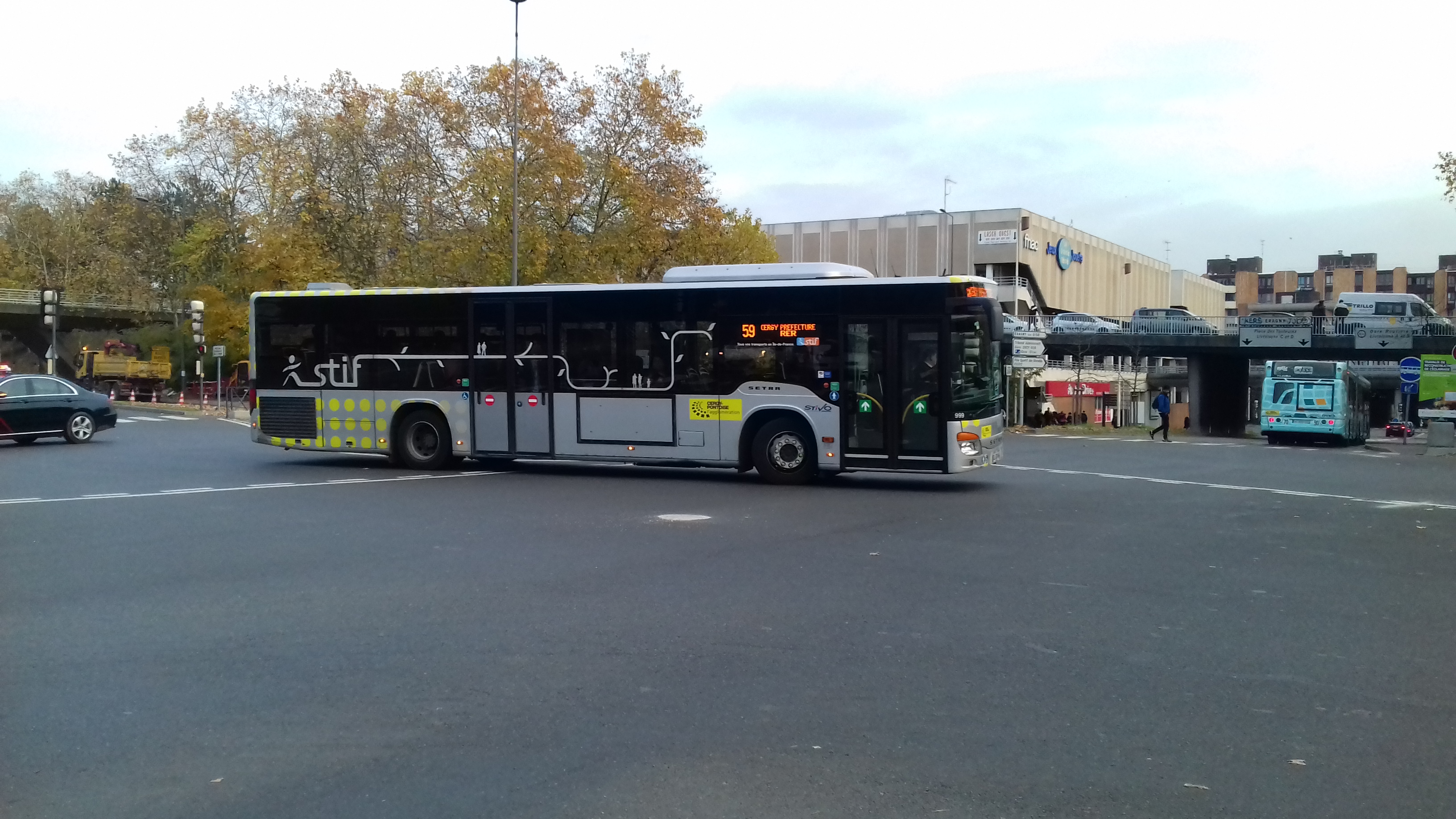
Setra S 415 NF à Cergy, sur la ligne 59.
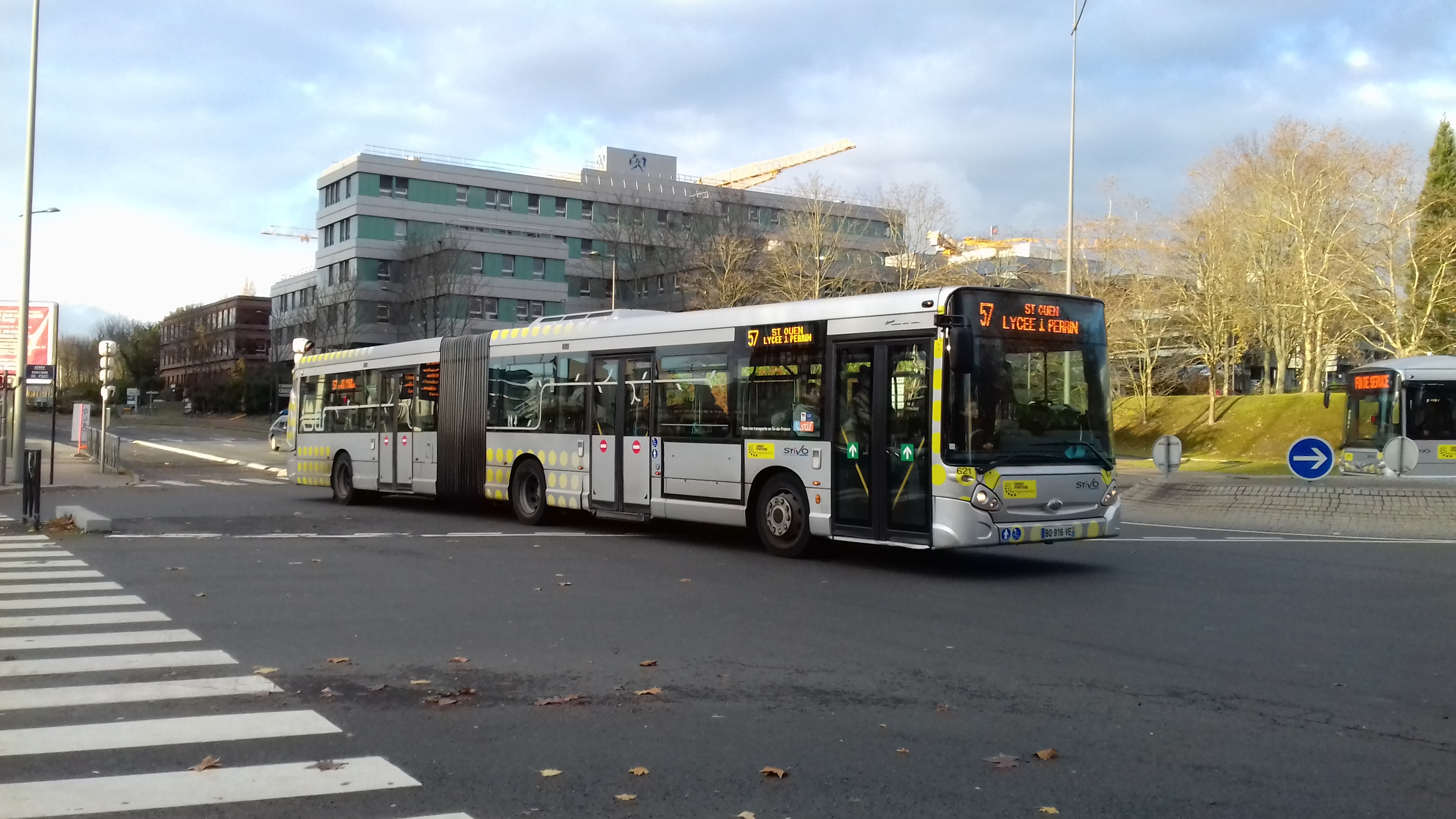
Heuliez GX 427 à Cergy, sur la ligne 57.
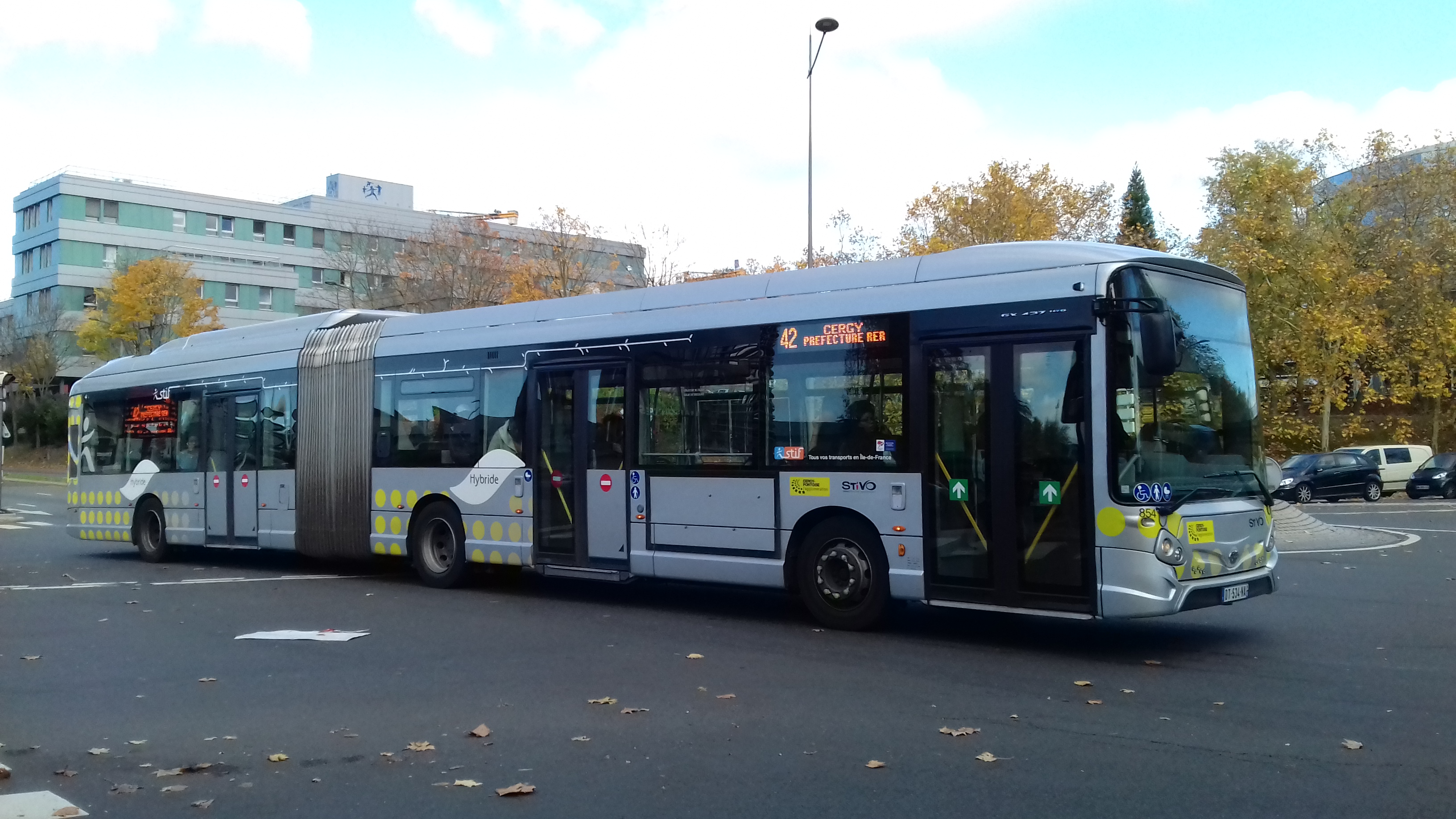
Heuliez GX 437 Hybride à Cergy, sur la ligne 42.
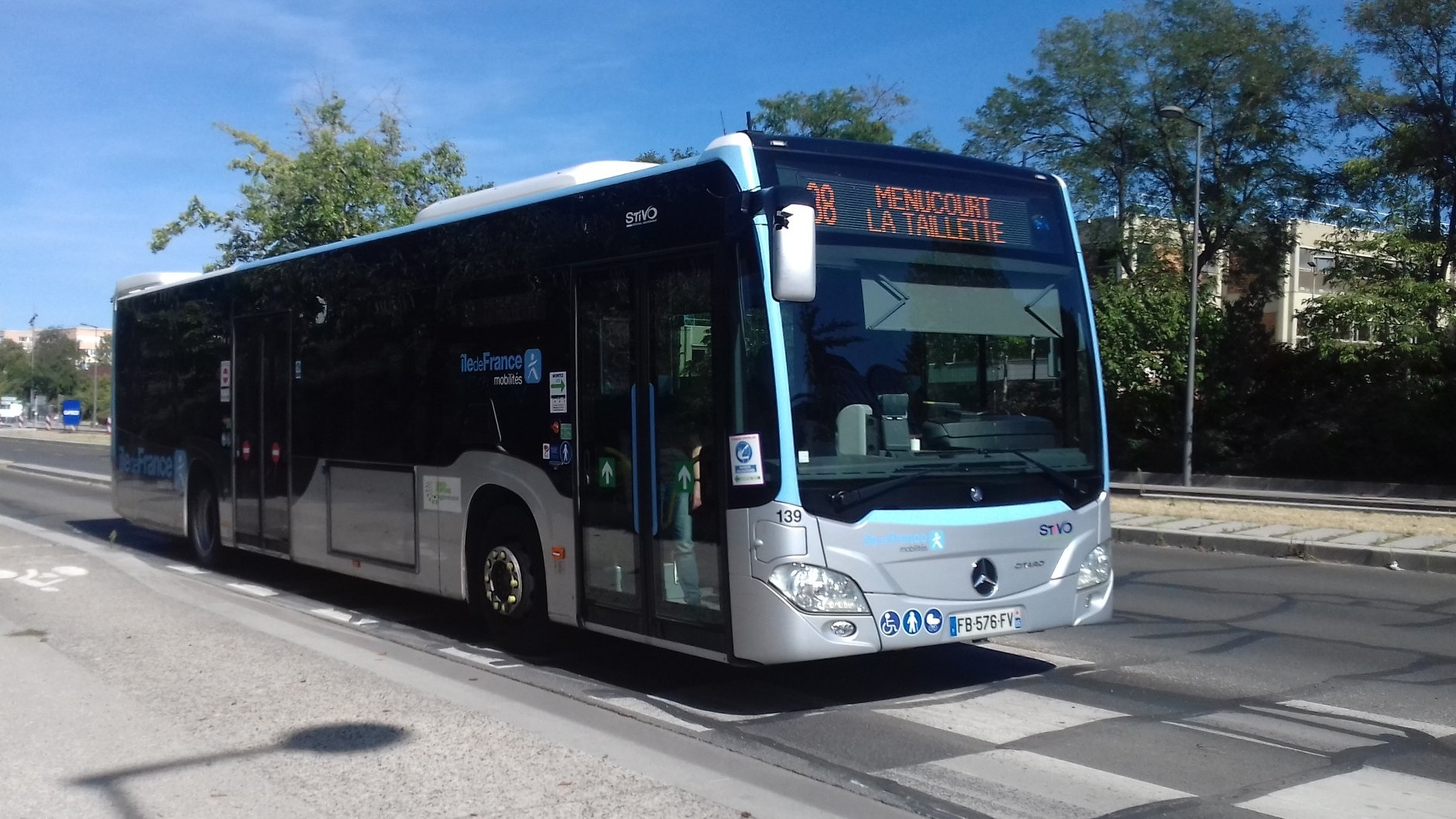
Stivo Mercedes Citaro C2 n°139 en gare de Cergy Saint-Christophe, sur la ligne 38.
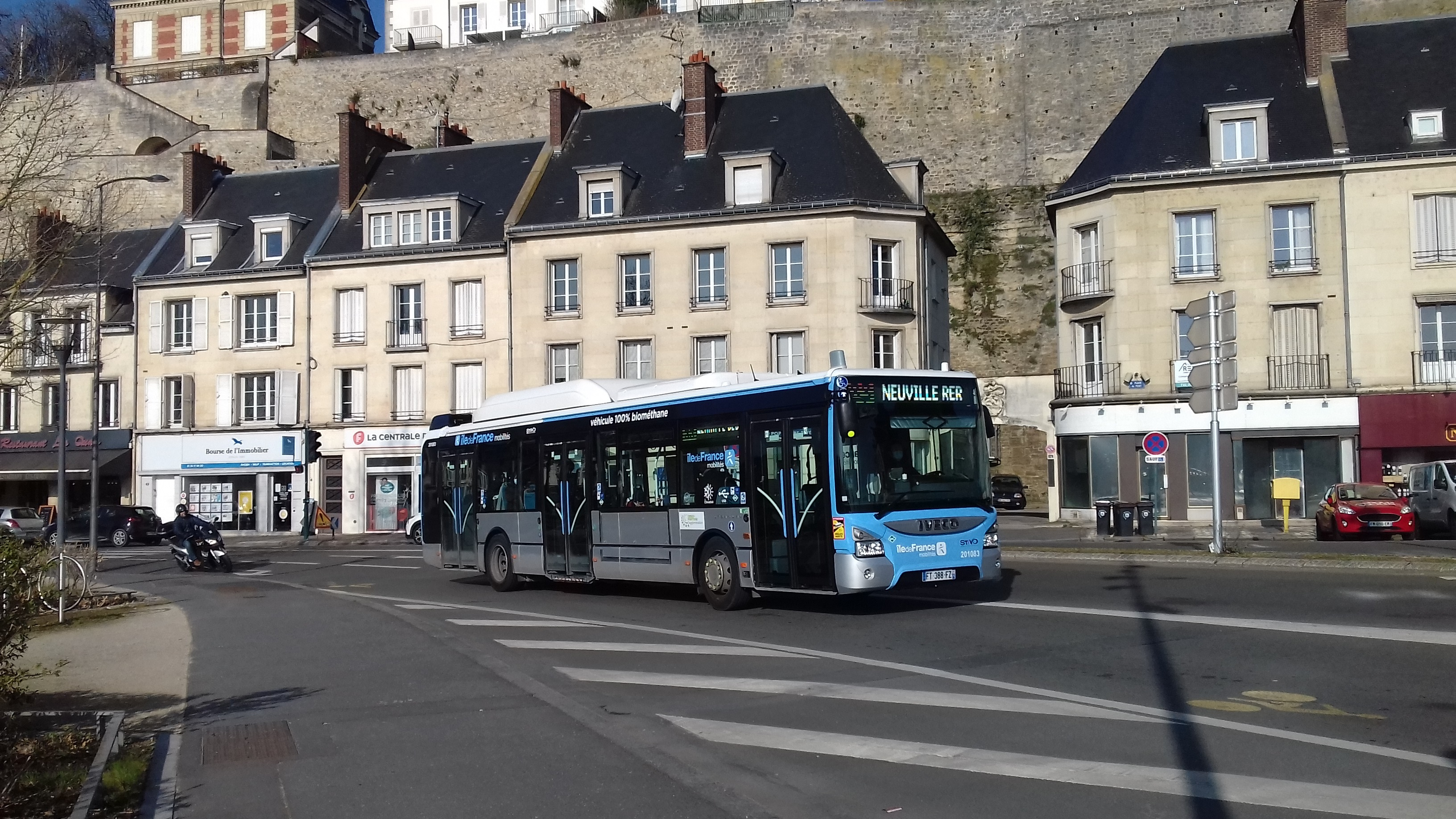
Stivo Iveco Bus Urbanway 12 GNV Biométhane n°201083 à Pontoise, sur la ligne 33.

## Parc de véhicules
La flotte comprend des bus conformes aux normes €uro 5 à €uro 6, climatisés et équipés du système BUSSAT (localisation par GPS à 10 m près).

### Bus articulés
| Constructeur  | Modèle          | Nombre | Numéros de parc | Période de mise en service           | Affectation | Observation                       |
| ------------- | --------------- | ------ | --- | ------------------------------------ | ----------- | --------------------------------- |
| Heuliez Bus   | GX 437 Hybride  | 25     | - 624-626 ; 790 ; 854 ; 856-860 (Livrée STIF-STIVO). - 627-628 ; 792-799 ; 861-863 ; 868-869 (Livrée Île-de-France Mobilités). | Entre juillet 2015 et janvier 2019   | -           |                                   |
| Heuliez Bus   | GX 427          | 12     | - 778-788 ; 850 (Livrée STIF-STIVO).                                                                                           | Entre juin 2011 et janvier 2014      | -           |                                   |
| Mercedes-Benz | Citaro G C2     | 11     | - 622-623 ; 789 ; 851-853 (Livrée STIF-STIVO). - 629 ; 700-701 ; 865 ; 867 (Livrée Île-de-France Mobilités).                   | Entre décembre 2013 et novembre 2018 | -           |                                   |
| Irisbus       | Citelis 18      | 1      | - 791 (Livrée STIF-STIVO). | Juin 2011                            | -           | 791 ex-Disney acquis en mai 2017. |
| Mercedes-Benz | Citaro G C2 NGT | 6      | - 9630-9631 ; 9702 ; 9870-9872 (Livrée Île-de-France Mobilités).                                                               | Décembre 2020                        | -           |                                   |

### Bus standards
| Constructeur  | Modèle          | Nombre | Numéros de parc | Période de mise en service      | Affectation | Observation |
| ------------- | --------------- | ------ | --- | ------------------------------- | ----------- | ----------- |
| Mercedes-Benz | Citaro C2       | 12     | - 904-915 (Livrée STIF-STIVO). | Entre juin 2014 et juillet 2014 | -           |             |
| Heuliez Bus   | GX 327          | 3      | - 112 ; 114 ; 116 (Livrée STIF-STIVO). | Entre octobre 2011 et juin 2012 | -           |             |
| Heuliez Bus   | GX 337 Hybride  | 1      | - 916 (Livrée STIF-STIVO). | septembre 2015                  | -           |             |
| Iveco Bus     | Urbanway 12 GNV | 50     | - 201002-201003 ; 201013-201015 ; 201027-201032 ; 201056-201063; 201080-201089 ; 201120-201129 ; 201150-201160 (Livrée Île-de-France Mobilités). | Décembre 2020                   | -           |             |

## Données statistiques
Nombre de bus depuis la création :
- 1974 : 8 (8 standards)[10] ;
- 1975 : 21 (21 standards)[11] ;
- 2005 : 99 (8 standards, 55 standards surbaissés, 9 articulés, 27 articulés surbaissés) ;
- Janvier 2009 : 104 (63 standards surbaissés, 41 articulés surbaissés) ;
- 2010 : 106 (63 standards surbaissés, 43 articulés surbaissés) ;
- Septembre 2013 : 114 (66 standards surbaissés, 48 articulés surbaissés) ;
- Janvier 2014 : 114 (63 standards surbaissés, 51 articulés surbaissés) ;
- Décembre 2017 : 121 (66 standards surbaissés, 55 articulés surbaissés) :
- Novembre 2023 : 124 (67 standards surbaissés, 57 articulés surbaissés) après un prêt des réseaux Marne et Seine et Roissy Ouest.